# Rödåsel
Rödåsel est une localité suédoise de 109 habitants dans la commune d'Umeå. Rödåsel couvre une superficie de 19 hectares et est située à proximité de la rivière Vindelälven.